# Mucuychakán
Mucuychakán är en ort i Mexiko.   Den ligger i kommunen Campeche och delstaten Campeche, i den östra delen av landet, 900 km öster om huvudstaden Mexico City. Mucuychakán ligger 33 meter över havet och antalet invånare är 128.
Terrängen runt Mucuychakán är platt. Runt Mucuychakán är det ganska tätbefolkat, med 86 invånare per kvadratkilometer. Närmaste större samhälle är Campeche, 18,6 km norr om Mucuychakán. I omgivningarna runt Mucuychakán växer i huvudsak lövfällande lövskog.